# 國立臺灣大學生物資源暨農學院附設農業試驗場
25°00′55″N 121°32′28″E / 25.015161°N 121.541049°E
國立臺灣大學生物資源暨農學院附設農業試驗場，簡稱臺大農場，是國立臺灣大學生物資源暨農學院的附屬農場。其中場本部與農藝區位於台灣大學校總區的東南角，面積5.77公頃，另外還有園藝區、畜牧區、安康分場，全場總面積大約30.37公頃。

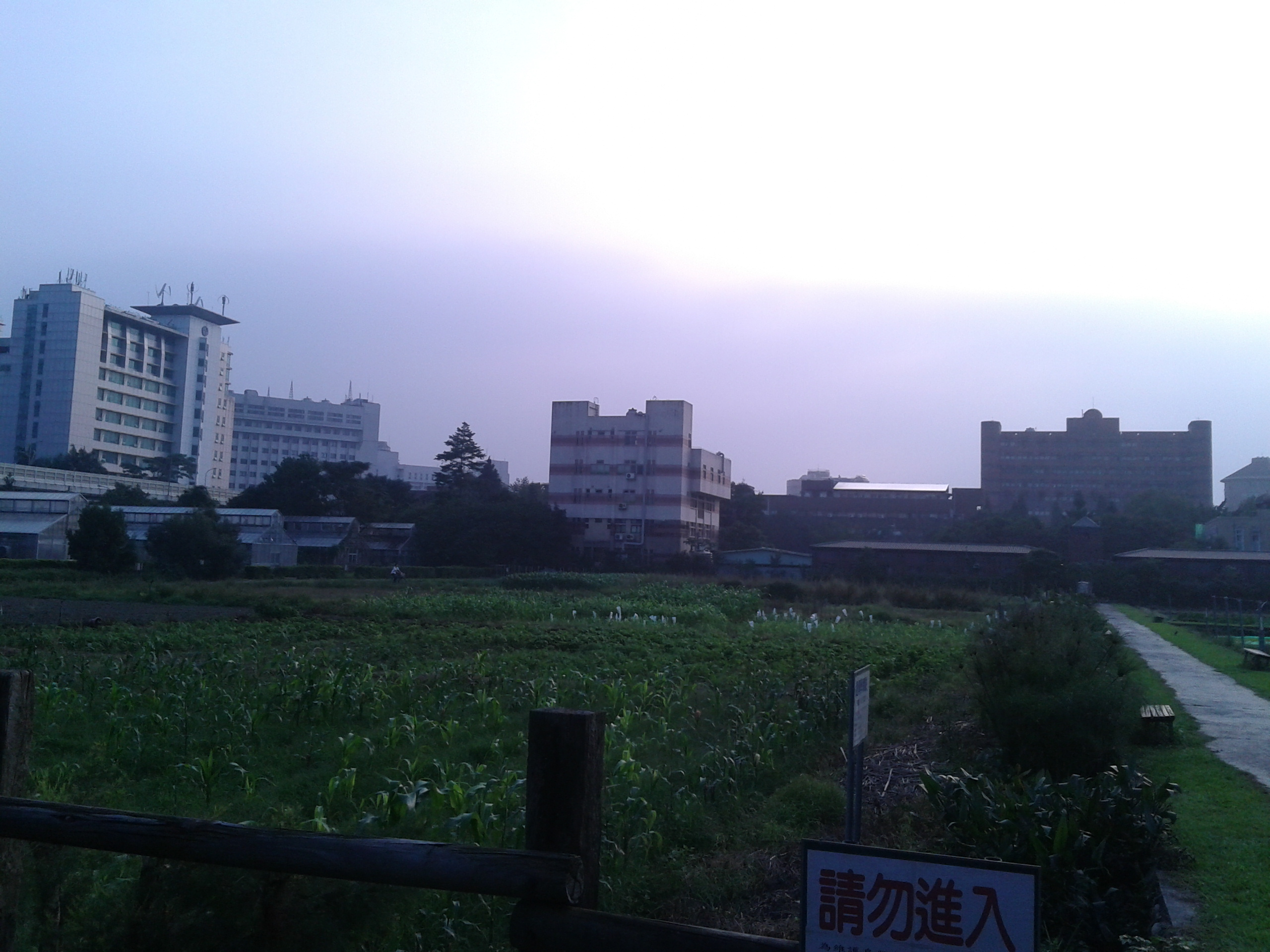
台大農場景色

## 歷史
1924年，臺灣總督府高等農林學校創立農場。1928年台北帝國大學成立，農場也改名為台北帝大附屬農場。1945年，日本投降、中華民國接收台灣後，台北帝大改為國立台灣大學，農場也改隸為「國立台灣大學農學院附屬農場」。1949年，又改名為「國立台灣大學農學院附屬農事試驗場」，2002年，農學院配合時代環境變遷而更名為「生物資源暨農學院」，農場又改名為「國立台灣大學生物資源暨農學院附設農業試驗場」。 

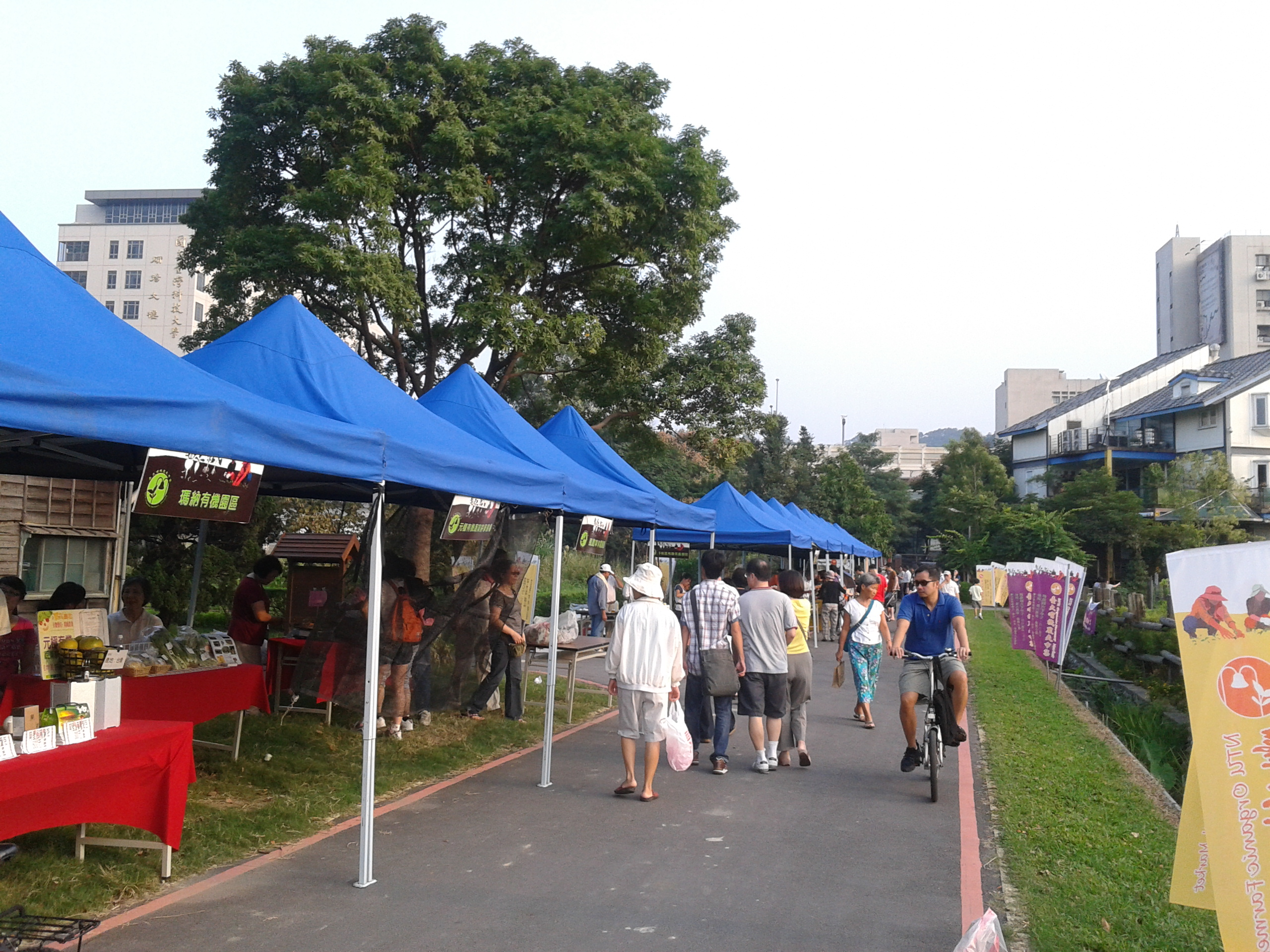
週末農場市集

## 日治時期的農場系統
1945年接收前，臺北帝國大學的農場系統，一共包含六個平地農場以及一個山地農場。
- 一號農場：今為校總區農業試驗場。
- 二號農場：位於芳蘭山凹處的義芳居古厝前，為今日的園藝分場。
- 三號農場：位於現今動科系及牛羊舍一帶。
- 四號農場：為林學苗圃，為今日生命科學館所在地。
- 五號農場：最初由教授中村三八夫所使用，後來因興建畜產學教室，即現今地質系館的後棟而被取消。
- 六號農場：現今的管理學院一帶，為田中長三郎種植果樹苗圃的地方，後來因為要借地給美軍第十三航空隊而被軍方接收，遷至今日的安康農場。
- 山地農場：位於南投清境農場上方的梅峰農場與春陽分場。[3]:185

## 現今空間規劃

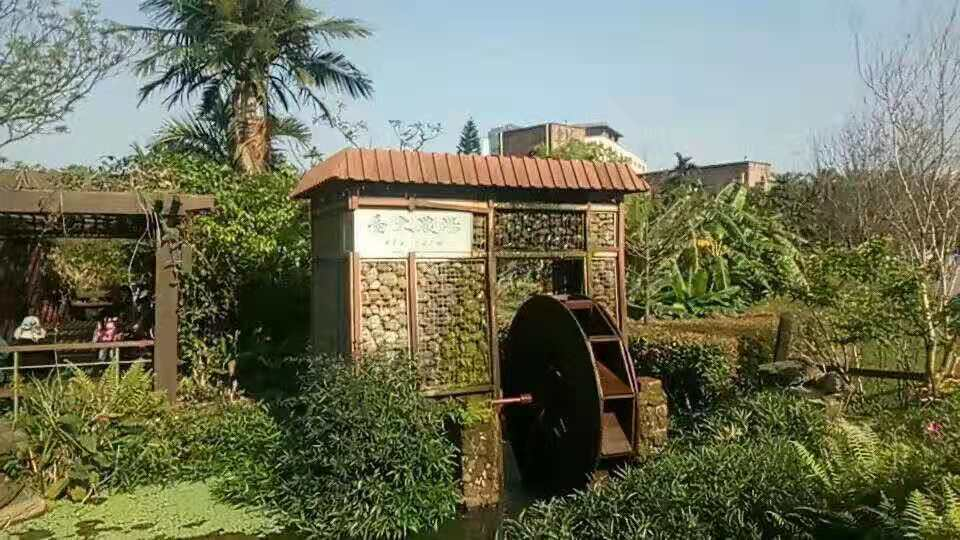
台大农场的水车

### 場本部與農藝場區
現位於臺北市基隆路四段42巷5號。前身為臺北帝國大學的農場，耕地廣大；二戰後由中華民國政府接收，因國家與學校用地的需要面積不斷縮減，至今土地面積約有5.7789公頃。接收至今，因為時空環境的變化，戰前建物僅剩下少數幾處，如場本部辦公室、場本部工友室、舊種子研究室（市定古蹟）；其他均為戰後興建的建物。
- 場本部辦公室：興建於1935年2月25日，當時名稱為「作物整理室及更衣室」，是原來臺北帝國大學壹號農場3號建物。
- 場本部工友室：興建於1926年12月27日，為臺北帝國大學壹號農場2號建物。
- 舊種子研究室：興建於1925年2月28日，是場本部的日式建築中，歷史最為悠久的，為臺北帝國大學壹號農場1號建物。用途是作為作業室，磯永吉教授對於蓬萊米的研究多在此進行。目前建築外觀及構造大致維持原來樣貌，內部也保留許多以前所使用的儀器，可以稍微一窺臺灣農業發展的一個過程。

目前的建物和設備有：舟山路上農場大門、基隆路上側門、場本部辦公室、冷飲場與宿舍、麵包廠、倉庫、工友室、溫室、農產品展售中心（展示中心）、農藝組辦公室（原來的育苗中心）、洋菇館；此外，還有農學院附屬人工控制氣候室，農藝系舊種子研究室（如今為準備室）、農場訪客中心（綠房子）、考種館等等則為其他單位使用與管理。:223-235

### 園藝場區
成立於1928年，為帝大之「果樹苗圃」，位於第三農場（現今管理學院所在地），面積約1.61公頃，設立的目的是蒐集各種果樹、蔬菜、花卉、香料及藥用植物等，以協助教學及研究的進行。二戰結束後，於1945年改稱「果樹園」，1949年再改稱為園藝分場。1962年，場區全部用地與軍方交換使用，因此場區遷至蟾蜍山下第七、八宿舍間之原畜牧系（今動科系）牧草地，面積約4.41公頃，後來民航局又徵用部分土地建造新樓，所以現今土地面積約為3.2621公頃。
目前的建物和設備：園藝教室、溫室、農業簡易設施；農業昆蟲館則由昆蟲系使用與管理。:243-254

### 畜牧場區
原為台北帝大牧場，位於臺大東南方蟾蜍山下。戰後歷經數次轉變，依時間先後變為臺大牧場、臺大農事試驗場之畜牧分場、臺大農業試驗場之畜牧場區，現今位於基隆路三段155巷。
在1978年，國立臺灣大學農學院附設農業試驗場規劃設計中，為了要顧及都市環境衛生，因此畜牧場區原本預計要遷離市區，搬到安康農場。但後來因為一些因素，以致於沒有搬遷，迄今仍留在原址，並持續改善原址的環境以解決衛生問題。
本場區離臺大總區較遠，雖然顯得較孤立，但環境也因此較優美，且能夠保留較多原有的歷史建築，例如自日治時期留至現在的青貯塔（飼料塔）便是一個例子。
目前的建物及設備：畜產加工館、孵化室、鼠房與飼料配料間、臘肉煙燻室、自動控制室、牛社、豬舍、雞舍、羊舍、青貯塔；另外，畜牧系館、飼料工廠、屠宰室、舊畜產加工研究室（又稱白宮）則為其他單位所使用與管轄。:240-243

### 安康分場

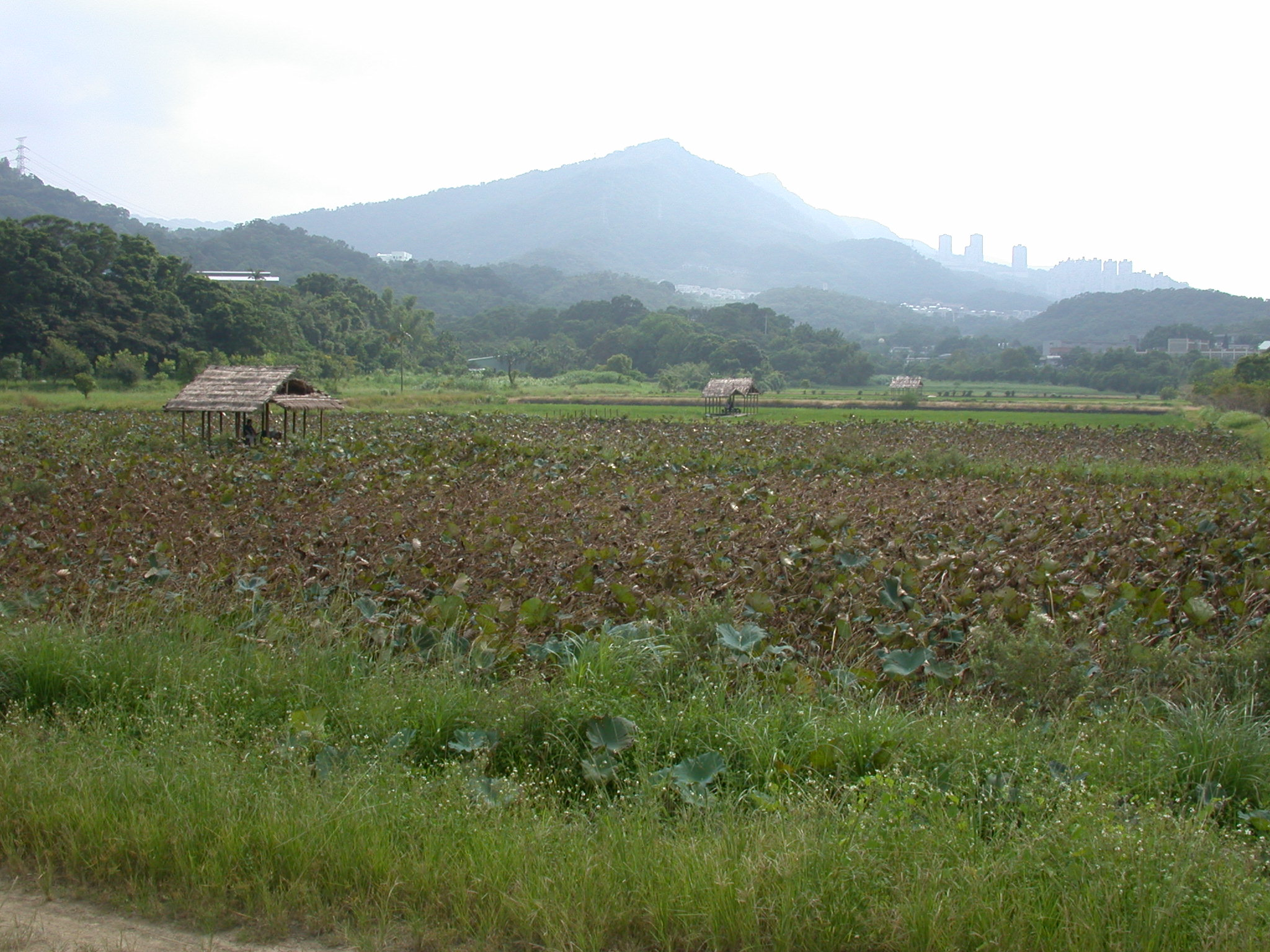
安康分場

1962年，第三農場（原園藝組）全部交給軍方使用，後來國防部撥補償款新台幣350萬元，由行政院核准後，拿去收購臺北縣新店市安康段原軍方預定用地（現在的新北市新店區莒光路），此後發展為安康農場。原有19.7公頃，但後來規劃為安一、安二、安三等三區，其中安三區於1991年因為北二高工程而被徵用0.6公頃，目前面積為19.1公頃。
此區三面環山，一開始每逢豪雨，便以急流挾帶砂石而下，淹沒作物及沖刷土壤；若長期不下雨，又會有乾旱的情形。另外，此處地形不整，且區塊細小、高低不平。因此，前後不斷進行環境的改善，包括護坡工程、灌溉排水設施的興建等等。現今，由於社會大眾重視休閒生活，因此安康分場朝向生態與休閒農業方面發展。但因本區離校本部較遠，整理使用有些困難，所以校方以BOT方式交由民間經營，規劃為生態休閒園區。
目前的建物與設備：分場辦公室、辦公室旁倉庫與網室、工友宿舍、堆肥場、簡易溫室、基因轉殖場、農業與生態教育中心之辦公室還有會議室，以及三棟牛舍和四棟網室。:255-271

## 功能

### 教學實習場所
學校每學期開設現代農業體驗與田園生活體驗課程。現代農業體驗，主要上課內容是讓學生認識不同蔬菜，從播種、施肥、除雜草、害蟲管理、水分控制等等，皆是重要的課題。另外還有許多課程，讓學生體驗田園生活、家禽家畜的飼養管理、認識肉製品的加工技術、了解花卉種植相關技術等等；另支援相關學系實習課程操作用地。

### 支援試驗研究所用地及材料
支援不同單位在台大農場的試驗與研究，並提供醫學院及生命科學相關單位之試驗動物及血清等組織。

### 經營展售
台灣大學農產品展示中心除販售農場自製之農產品，及生農學院師生研究開發之產品外，還邀請各地績優農會推薦當地優良之農特產品。目前台大農場各單位自產自銷的產品有：白米、麵包、冰棒、冰淇淋三明治、櫻桃蘿蔔、各式保健茶、果汁、即溶燒仙草、鮮奶、羊奶、優格、優酪乳、貢丸、臘肉及香腸等。其中鮮奶、羊奶與優酪乳於每天早上八點開賣，因為十分受到歡迎，所以常常一開賣就銷售一空。

### 推廣教育
台大農場有生態池、作物標本園、花藝蔬果栽培區、並有飼養乳牛、羊、豬、雞、鴨，學校的師生可以從中獲得許多學習資源。農場還會不定時舉辦各類研習講座及農場生態導覽，讓一般民眾能有更接近大自然，親近田園生活的機會。每個星期六下午在台大農場還有農產品展售。

### 全校性與校外的服務
植物病蟲害診斷諮詢服務，替一般民眾解決相關的疑難雜症。

## 外部連結
- 臺大校園十二美景——校總區農場（页面存档备份，存于）
- 虛擬導覽VR720臺灣大學農業試驗場 （页面存档备份，存于）
- 國立臺灣大學生物資源暨農學院附設農業試驗場（页面存档备份，存于）
- 臺大農場的Facebook專頁
- 虛擬導覽VR720臺灣大學農業試驗場 （页面存档备份，存于）
- 虛擬導覽VR720臺灣大學人工氣候室 （页面存档备份，存于）